# Municipio de Rose (Dakota del Sur)
El municipio de Rose (en inglés: Rose Township) es un municipio ubicado en el condado de Lyman en el estado estadounidense de Dakota del Sur. En el año 2010 tenía una población de 25 habitantes y una densidad poblacional de 0,27 personas por km².

## Geografía
El municipio de Rose se encuentra ubicado en las coordenadas 43°48′17″N 99°54′42″O / 43.80472, -99.91167. Según la Oficina del Censo de los Estados Unidos, el municipio tiene una superficie total de 92.55 km², de la cual 91,79 km² corresponden a tierra firme y (0,82 %) 0,76 km² es agua.

## Demografía
Según el censo de 2010, había 25 personas residiendo en el municipio de Rose. La densidad de población era de 0,27 hab./km². De los 25 habitantes, el municipio de Rose estaba compuesto por el 92 % blancos y el 8 % eran de una mezcla de razas. Del total de la población el 0 % eran hispanos o latinos de cualquier raza.